# Robert Charton
Jean Robert Charton (* 5. Februar 1881 in Berlin; † 26. Februar 1963 in Oldenburg) war ein deutscher Architekt und Baubeamter, der von 1922 bis 1938 Stadtbaurat der Stadt Oldenburg war.

## Leben und Wirken
Charton entstammte einer hugenottischen Familie und war der Sohn des Kaufmanns Jean Felix Charton und dessen Ehefrau Margarete, geborene Scheeffer. Er studierte von 1899 bis 1903 Architektur an der Technischen Hochschule (Berlin-)Charlottenburg. 1908 bestand er das 2. Staatsexamen und wurde zum Regierungsbaumeister (Assessor in der öffentlichen Bauverwaltung) ernannt. Im gleichen Jahr heiratete er Helene Herta Voos (1884–1963).
Ab 1908 war er als preußischer Baubeamter in Kiel und Frankfurt am Main tätig. In dieser Zeit entwarf er unter anderem folgende Bauten:
- Dienstgebäude für das Kaiserliche Kanalamt, Kiel[1]
- Kanalmeisterhaus in Sehestedt[2]
- Elektrizitätswerk, Burg in Dithmarschen[2]
- Waschanstalt, Seethee bei Rendsburg[2]
- Arbeiterwohnhaus, Sehestedt[2]

1922 wurde er auf einstimmigen Beschluss des Gesamtstadtrats der Stadt Oldenburg zum Stadtbaurat berufen. Sein Dienstantritt erfolgte am 1. Juli 1922. Er war verantwortlich für folgende Bauprojekte:
- Elektrizitätswerk an der Doktorsklappe, Amalienstraße / Nikolausstraße (1925)
- Mittelschule Margaretenschule an der Margaretenstraße (1926)
- Volksschule Blumenhof, heute Freie Waldorfschule Oldenburg, sowie Siedlungshäuser Blumenhof (1928)
- Zentralviehmarkt an der Dragonerstraße, heute Bundeswehrgelände (1926)
- Ofenerdieker Schule als Gemeinschaftsschule gemeinsam mit den Gemeinden Rastede und Ohmstede (1931)
- Gestaltung von Grünanlagen am Stautorplatz, an der Schleusenstraße, an den Dobbenteichen sowie am Großen Bürgerbusch.

Insbesondere setzte sich Charton für die Anlage von Kleinsiedlungen durch die Stadt oder die Gemeinnützige Siedlungsgesellschaft (GSG) ein. 1938 wurde er offenbar aus politischen Gründen von der nationalsozialistischen Stadtverwaltung entlassen, indem seine Dienstzeit nicht verlängert wurde. Charton wechselte zu einem Industrieunternehmen in Mecklenburg und leitete dort Großbaustellen, ab 1942 in Bromberg.
Nach dem Zweiten Weltkrieg kehrte er nach Oldenburg zurück und wurde Angestellter der GSG, für die er bautechnische Aufgaben ausführte. Er starb 1963.

## Schriften
1927 war er Herausgeber des Bandes über die Stadt Oldenburg in der Reihe Neue Stadtbaukunst, 1932 publizierte er den Artikel „Oldenburgs Stadtbild unter dem Einfluß des Klassizismus“ in der Zeitschrift Niedersachsen, 37, 1932, S. 461–472.